# Поплёвкин, Трофим Трофимович
Трофим Трофимович Поплёвкин (6 (19) сентября 1915, с. Волково, Смоленская губерния, Российская империя — 25 февраля 1977, Киев, Украинская ССР, СССР) — советский украинский партийный и государственный деятель. Первый секретарь Николаевского обкома КП Украины (1964—1969).

## Биография
Член ВКП(б) с 1939 г. Окончил Белоцерковский сельскохозяйственный институт.
- 1939—1950 гг. — заведующий сектором областного комитета ВКП(б), уполномоченный Народного комиссариата заготовок СССР по Коми АССР, уполномоченный Народного комиссариата заготовок СССР по Ульяновской области,
- 1950—1956 гг. — уполномоченный Министерства заготовок СССР по Черниговской области, заместитель уполномоченного Министерства заготовок СССР по Украинской ССР,
- 1956—1959 гг. — заместитель председателя Государственного планового комитета СМ Украинской ССР,
- 1959—1961 гг. — председатель исполнительного комитета Сумского областного Совета,
- 1961—1963 гг. — заместитель министра производства и заготовок сельскохозяйственных продуктов Украинской ССР,
- 1963—1964 гг. — первый секретарь Донецкого сельского областного комитета КП Украины,
- 1964—1969 гг. — первый секретарь Николаевского областного комитета КП Украины,
- 1969—1975 гг. — министр совхозов Украинской ССР.

С 1975 г. — министр заготовок Украинской ССР.
Депутат Верховного Совета СССР 7 созыва. Член ЦК КП Украины с 1966 г.